# Ангаро-Илимское газовое месторождение
Ангаро-Илимское газовое месторождение — месторождение природного газа в Иркутской области России. Месторождение открыто в 2009 году.
Запасы природного газа на месторождении по категории С1+С2 составляют 33 млрд м³.
Оператором месторождения является российская нефтяная компания Иркутская нефтяная компания.